# Kieron Freeman
Kieron Samuel Freeman, né le 21 mars 1992 à Arnold dans le Nottinghamshire, est un joueur de football international gallois. Il évolue au poste de défenseur avec le Oldham Athletic.

## Biographie

### Carrière en club
Le 23 janvier 2015, il rejoint le club de Sheffield United. Lors de la saison 2016-2017, il inscrit 10 buts en troisième division avec cette équipe, remportant dans le même temps le titre de champion.
Le 11 juillet 2021, il rejoint Portsmouth.

## Palmarès

### En club
- Sheffield United
  - Champion d'Angleterre de D3 en 2017
  - Vice-champion d'Angleterre de D2 en 2019.

### Distinction personnelle
- Membre de l'équipe-type de D3 anglaise en 2017.